# Świsłocz (gmina w powiecie wołkowyskim)
Świsłocz (rzadziej Swisłocz) – dawna gmina wiejska istniejąca do 1939 roku w woj. białostockim (obecnie na Białorusi). Siedzibą gminy była Świsłocz, która stanowiła odrębną gminę miejską.
W okresie międzywojennym gmina Świsłocz należała do powiatu wołkowyskiego w woj. białostockim.
30 grudnia 1922 roku do gminy Świsłocz przyłączono:
- część obszaru zniesionej gminy Święcica:
  - gromada Łaszewicze (wsie Łaszewicze i Prazdniki);
- część obszaru gminy Porozów:
  - gromada Michałki (wsie Michałki Wielkie i Michałki Małe oraz kolonia Izrael).

Natomiast część obszaru gminy Świsłocz włączono do gminy Mścibów:
- - gromada Jatwieź (wieś Jatwieź),
  - gromada Nieścierowicze (wieś Nieścierowicze [Nestorowicze])
  - gromada Olekszyce (wieś Olekszyce).

16 października 1933 gminę Świsłocz podzielono na 37 gromad: Bortniki, Chańczyce, Czaplicze, Dobrowola, Dudzicze, Dworczany, Grycki, Hłuszki, Hołobudy, Horbacze, Hrycewicze, Hrynki I, Hrynki II, Jakuszówka, Jatwiesk, Jeziorzysko, Juszkiewicze, Klepacze, Kołosy, Kwatery, Lichosielce, Łaszewicze, Mańczyce, Michałki, Mieńki, Pacuje, Pawluszki, Połonka, Raniewicze, Romanowce, Rożki, Rudnia, Stoki, Syrojeżki, Widziejki, Zanki I i Zanki II.
Po wojnie obszar gminy Świsłocz wszedł w struktury administracyjne Związku Radzieckiego, oprócz niewielkiego skrawka położonego w charakterystycznym zachodnim "rękawie" gminy Świsłocz, który pozostał w granicach Polski. Skrawek ten stanowi obecnie niezamieszkany obszar na północ od Narwi między Jeziorem Siemianowskim a granicą państwa z Białorusią; dawniej znajdowała się tu osada o nazwie Rękaw. Można go obserwować z wieży widokowej w Pasiekach. Należy on obecnie do gminy Michałowo.